# Olegario Barrera Monteverde
Olegario Barrera Monteverde (Illes Canàries, 1947) és un director de cinema veneçolà d'origen espanyol.
Va emigrar a Veneçuela amb la seva família el 1956, i allí va estudiar dibuix, pintura, teatre i cinema. Ha treballat com a guionista i després com a director de cinema i de programes dramàtics per a televisió. El 1980 va realitzar el curtmetratge El monstruo de un millón de cabezas, basat en el conte  El niño de junto al cielo, d'Enrique Cograins. El 1986 debutà amb el seu primer llargmetratge, Pequeña revancha, que va ser nominada als I Premis Goya com a millor pel·lícula estrangera de parla hispana. Aprofità la fama per produir Macu, la mujer del policía (1987), de Solveig Hoogesteijn i la pel·lícula infantil Un domingo feliz (1988), amb argument i guió de Gabriel García Márquez.
Durant la dècada del 1990 va realitzar alguns capítols per a conegudes telenovel·les com Kassandra (1992), Alejandra (1994), Pura Sangre (1995), María de los Ángeles (1997), Viva la Pepa (2001), La mujer de Judas (2003), Negra Consentida (2004) o Dulce Amargo (2011). Tornaria breument al cinema per dirigir La abuela virgen (2007) i El manzano azul (2012), que va ser premiada al 18è Festival de Cinema Infantil de Schlingen.